# Sperata aor
Sperata aor е вид лъчеперка от семейство Bagridae. Видът не е застрашен от изчезване.

## Разпространение
Разпространен е в Бангладеш, Индия, Мианмар, Непал и Пакистан.

## Описание
На дължина достигат до 1,8 m.
Популацията на вида е стабилна.